# Xavier Villaurrutia
Xavier Villaurrutia González (Città del Messico, 27 marzo 1903 – Città del Messico, 26 dicembre 1950) è stato uno scrittore, poeta e drammaturgo messicano.
La sua opera influenzò numerosi giovani artisti, tra cui Alí Chumacero.

## Biografia
Omosessuale dichiarato, si formò culturalmente nel clima delle avanguardie e nel 1923 collaborò alla raccolta antologica Ocho poetas (Otto poeti), partecipando successivamente alle riviste letterarie Ulises (dal 1927 al 1928) e soprattutto Contemporáneos (dal 1928 al 1931), dove ebbe l'occasione di farsi notare agli occhi del grande pubblico. In quel periodo frequento Antonieta Rivas Mercado, che sostenne molti dei suoi progetti.
Primo autore del teatro sperimentale messicano, tra le sue opere principali figurano Reflejos del 1926 e Nocturnos del 1933, che secondo i critici contribuirono non poco al rinnovamento della poesia messicana.
Influenzato dal grande Ramón López Velarde, Villaurrutia pubblicò altre raccolte tra cui Nocturno mar (1937) e Canto a la primavera y otros poemas (1946) per poi occuparsi soprattutto del tema della morte, a cui dedicò i libri Nostalgia de la muerte (1938), Décima muerte (1941) e Invitación a la muerte dello stesso anno.
Autore di saggi critici su cinema e pittura, lavorò anche a teatro scrivendo sei drammi in tre atti e cinque “schemi drammatici” pubblicati nella raccolta Autos profanos del 1943, che anticipa il teatro dell'assurdo.
Morì prematuramente a causa di una malattia incurabile il 26 dicembre 1950 (anche se alcune fonti riportano il giorno 31 come quello della morte).